# Исаак из Корбейля
Исаак бен-Иосиф из Корбейля (прозванный др.-евр. בעל החוטם‬, «носатый») — французский раввин-ритуалист XIII века из Корбея (устар. Корбейль). Популяризатор иудейских ритуальных законов, на тот момент малопонятных широкой массе, в виде краткого свода действующих ритуальных установлений под заглавием «Сефер Мицвот Катан» («Малая книга заповедей», известная как «СеМаК»), или «Аммуд ха-Голах» («Ammude ha-Golah», 1277).

## Биография
Сын некоего Иосифа. Шурин тосафиста Переца бен-Илия, Меира га-Когена и Мордехая бен-Гиллель, и зять Иехиеля Парижского, который, вместе с тем, был его учителем; из других своих учителей Исаак называет Самуила из Эврё, которого величает «князем из Эврё», и какого-то Исаака.
У Исаака было много учеников, наиболее выдающимися среди них были Перец бен-Илия из Корбейля, Барух Хаим бен-Менахем (Baruch Ḥayyim ben Menahem) из Ниорта и Иосиф бен-Авраам (Joseph ben Abraham) оттуда же.

## Труды

### «Малая книга заповедей» (1277)
В 1277 году Исаак из Корбейля составил краткий свод действующих ритуальных установлений под заглавием «Сефер Мицвот Катан» (известный как «Семак»), или «Аммуд ха-Голах» («Ammude ha-Golah»). Книга отличается легкостью языка. Между чисто ритуальными постановлениями встречаются места назидательного и нравоучительного характера, основанные на рассказах из Талмуда и других произведений; между прочим, Исаак рекомендует жить в мире с окружающими народами, не избегать сношений с ними, не считать их язычниками.
Основанием этому труду послужил свод законов Моисея из Куси «Сефер Мицвот Гадол» («СеМаГ», 1250). Подобно последнему, Исаак принял меры для распространения кодекса: он письменно обратился ко всем общинам с просьбой составлять за общественный счёт побольше копий книги и раздавать их народу. Этим объясняется множество встречающихся в Германии рукописей свода Исаака; многие из них снабжены заметками, составленными, между прочим, и учеником Исаака, Моисеем из Цюриха.
Первое издание вышло в Константинополе, затем последовали мночисленные переиздания; в 1820 году появилось издание с заметками Иошуи Цейтельса из Шклова (Копысь).

### Другие
- «Likkutim» (то есть «сборник») — ряд решений по разным ритуальным вопросам[1].
- «Kol Во» (№ 128) содержит пространный отрывок из одного талмудического сочинения Исаака с припиской сверху «Некоторые законы покойного раввина Ицхака»[1].
- Трактат об изучении Торы под заглавием «Chukke ha-Torah» (рукопись в коллекции Оппенгеймера, 9, 729)[1].